# Savez-vous planter les choux

Savez-vous planter les choux est une chanson populaire et une comptine enfantine française. Son origine remonterait au Moyen Âge, à l'époque où le chou commençait à constituer l'un des piliers de l’alimentation paysanne.

## Paroles
| Refrain Savez-vous planter les choux À la mode, à la mode ? Savez-vous planter les choux À la mode de chez nous ? 1. On les plante avec le doigt À la mode, à la mode On les plante avec le doigt À la mode de chez nous. Refrain 2. On les plante avec les mains À la mode, à la mode ? On les plante avec les mains À la mode de chez nous. Refrain 3. On les plante avec le pied À la mode, à la mode ? On les plante avec le pied À la mode de chez nous. Refrain 4. On les plante avec le coude À la mode, à la mode ? On les plante avec le coude À la mode de chez nous. Refrain 5. On les plante avec le nez À la mode, à la mode ? On les plante avec le nez À la mode de chez nous. Refrain 6. On les plante avec le g’nou, À la mode, à la mode, On les plante avec le g’nou, À la mode de chez nous. Refrain |

## Analyse
La comptine est souvent pratiquée sous la forme d'une ronde enfantine. Les enfants forment d'abord un cercle et se tenant les mains. Durant le refrain, ils se déplacent en tournant ; durant le couplet, ils miment le geste de planter.
Savez-vous planter les choux, comme beaucoup d'autres comptines et jeux, permet aux enfants d'énumérer des parties du corps humain (doigt, main, pied, coude, nez, genou) et ainsi de les mémoriser, en s'appuyant sur le mime.
Selon l'historienne Yvonne Knibiehler, la comptine fait allusion au mythe des bébés naissant dans les choux. Elle en conclut que c'est une chanson paillarde qui fait référence à l'acte sexuel, ou une chanson d'initiation qui est un éveil à cet acte sexuel.

## Album jeunesse
- Savez-vous planter les choux ?, texte de la chanson populaire, sur des illustrations de Christian Voltz, Didier Jeunesse, 2017